# Port Moresby
Port Moresby je glavni grad države Papue Nove Gvineje.
Uz domorodačke četvrti moderno je izgrađen europski i rezidencijalni dio Konedoba. Tu je sveučilište iz 1965. godine. Trgovački i prometni centar brodskim je linijama povezan s okolnim lukama i Sydneyem, a cestama s turističkim odredištem Rouna Falls i drugim naseljima.
Postoji međunarodna zračna luka.
PMRL Stadium je stadion u gradu.